# Watsonia

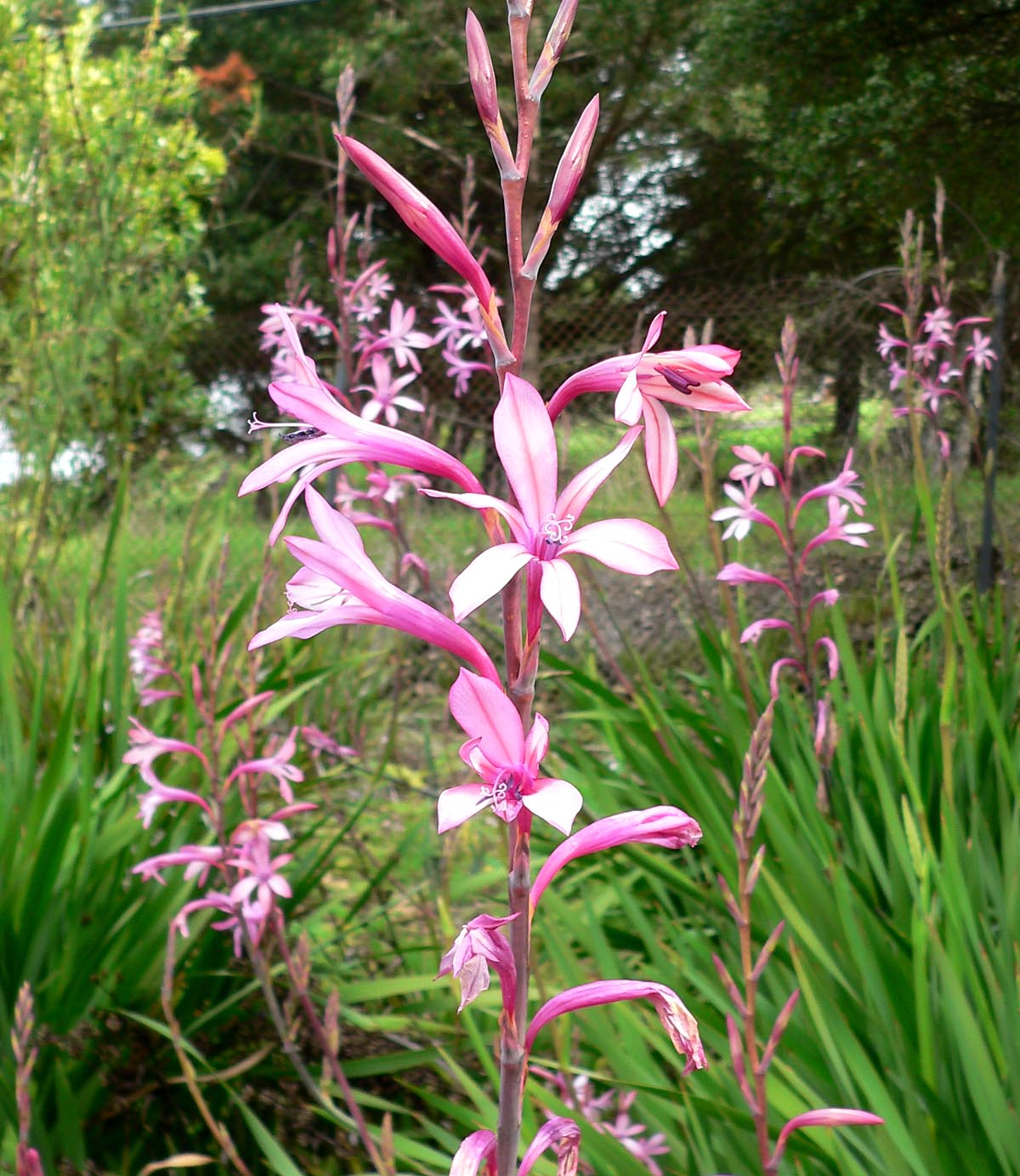
Watsonia pyramidata

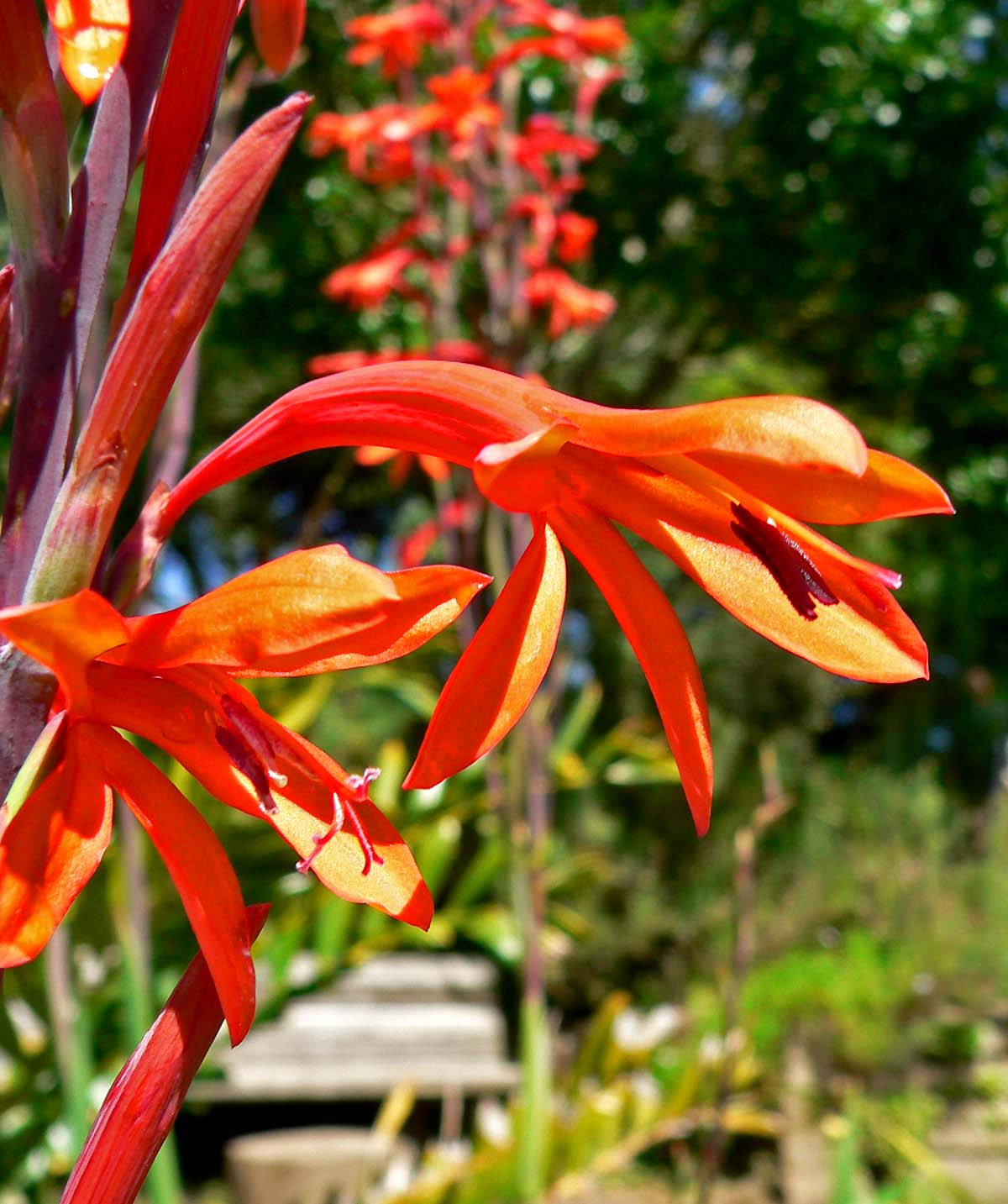
Watsonia fulgens, detall de la flor.

 Watsonia és un gènere de plantes perennes i bulboses de la família de les Iridàcies, endèmica de Sud-àfrica. Són plantes de fulles ensiformes (en forma d'espasa) i planes. Les flors són vistoses, lleugerament zigomorfes i hermafrodites, reunides en llargues espigues simples o ramificades, erectes. El perigoni està compost per 6 tèpals subiguals, units a la base formant un tub corbat. Els estams són 3, unilaterals i arquejats. L'ovari és ínfer, l'estil té les branques curtes, sovint desigualment bífides. El fruit és una càpsula dehiscent per 3 valves. Són plantes ornamentals que es conreen a moltes parts del món. El nom del gènere està dedicat al botànic anglès William Watson.

## Espècies
| - Watsonia aletroides (Burm. f.) Ker Gawl. - Watsonia amabilis Goldblatt - Watsonia amatolae Goldblatt - Watsonia angusta Ker Gawl. - Watsonia bachmannii L. Bolus - Watsonia bella N.E. Br. ex Goldblatt - Watsonia borbonica (Pourr.) Goldblatt + - Watsonia canaliculata Goldblatt - Watsonia coccinea (Herb. ex Baker) Baker - Watsonia confusa Goldblatt - Watsonia densiflora Baker - Watsonia distans L. Bolus - Watsonia dubia Eckl. ex Klatt - Watsonia elsiae Goldblatt - Watsonia emiliae L. Bolus - Watsonia fergusoniae L. Bolus - Watsonia fourcadei J. W. Mathews & L. Bolus - Watsonia galpinii L. Bolus - Watsonia gladioloides Schltr. - Watsonia humilis Mill. - Watsonia hysterantha J.W. Mathews & L. Bolus - Watsonia inclinata Goldblatt - Watsonia knysnana L. Bolus - Watsonia laccata (Jacq.) Ker Gawl. - Watsonia latifolia N.E. Br. ex Oberm. - Watsonia lepida N.E. Br. - Watsonia longifolia J.W.Mathews & L.Bolus | - Watsonia marginata (L. f.) Ker Gawl. - Watsonia marlothii L. Bolus - Watsonia meriana (L.) Mill. + - Watsonia minima Goldblatt - Watsonia mtamvunae Goldblatt - Watsonia occulta L. Bolus - Watsonia paucifolia Goldblatt - Watsonia pillansii L. Bolus - Watsonia pondoensis Goldblatt - Watsonia pulchra N.E. Br. ex Goldblatt - Watsonia rogersii L. Bolus - Watsonia rourkei Goldblatt - Watsonia schlechteri L. Bolus - Watsonia spectabilis Schinz - Watsonia stenosiphon L. Bolus - Watsonia stokoei L. Bolus - Watsonia strictiflora Ker Gawl. - Watsonia strubeniae L. Bolus - Watsonia tabularis J. W. Mathews & L. Bolus - Watsonia transvaalensis Baker - Watsonia vanderspuyae L.Bolus - Watsonia versfeldii J. W. Mathews & L. Bolus - Watsonia watsonioides (Baker) Oberm. - Watsonia wilmaniae J. W. Mathews & L. Bolus - Watsonia wilmsii L. Bolus - Watsonia zeyheri L. Bolus |